# دانيلوفكا (فولغوغراد)

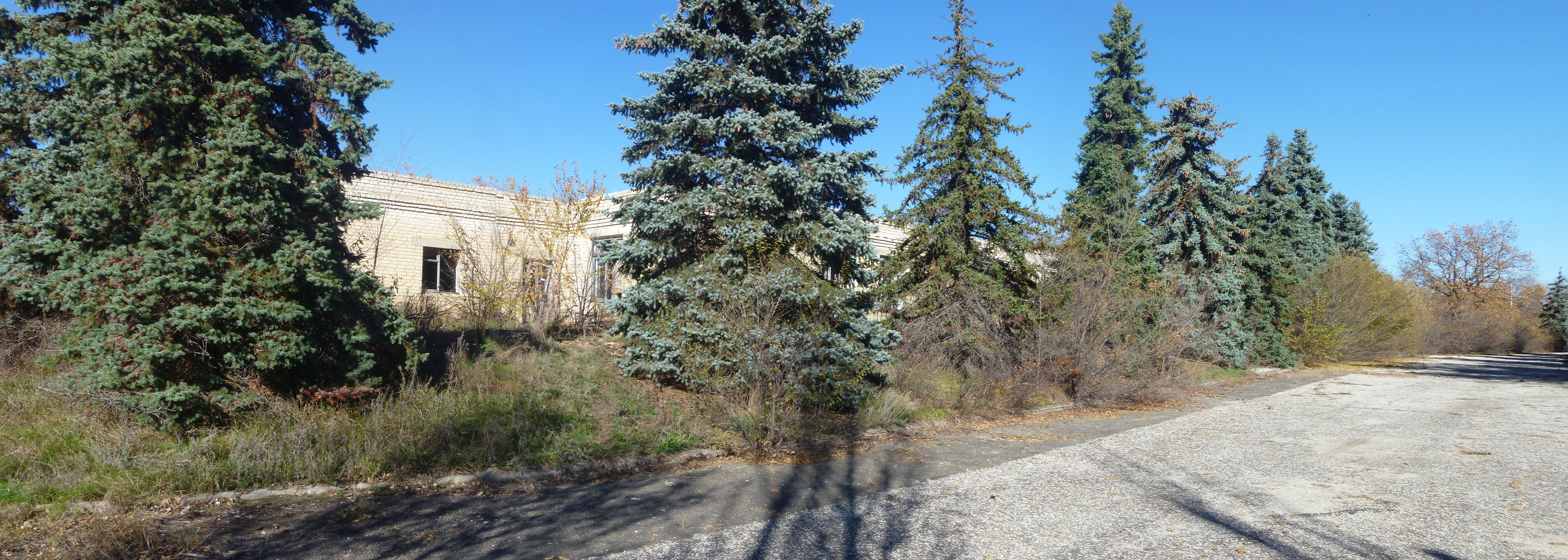
دانيلوفسكي آر إن، منطقة فولجوجرادسكايا، روسيا

دانيلوفكا (الروسية: Даниловка) هي مدينة في مقاطعة فولغوغراد أوبلاست في روسيا.
يبلغ عدد سكانها حوالي 5402 نسمة.